# Nacka kommun
Nacka kommun är en kommun i Stockholms län. Centralort är Nacka, vars bebyggelse ingår i tätorten Stockholm.
Nacka kommun präglas av en mycket uppsprucken berggrund. De branta stränderna mot exempelvis Skurusundet, Lännerstasundet och Baggensfjärden utgör i detta sammanhang karakteristiska drag. Kommunen har en lång historia av bruk och industrier som inleddes då Gustav Vasa lät anlägga en hammarsmedja vid Nacka Ström på 1550-talet. Sedan 1990-talet domineras dock det lokala näringslivet av tjänste- och servicenäringarna samt handel. 
Sedan kommunen bildades 1971 har befolkningstrenden varit starkt positiv. Efter valen på 2010- och 20-talen har kommunen styrts av Alliansen.

## Administrativ historik
För allmän historia över området som kom att bilda Nacka kommun, se Nackas historia.
Kommunens område motsvarar socknarna Sicklaö, Boo samt nordöstra delen av Brännkyrka socken (delen som utgjorde Erstaviks och Nacka kapellförsamlingar). Vid kommunreformen 1862 bildades för de första två socknarna Sicklaö och Boo landskommuner medan det för delen i Brännkyrka socken inte formellt bildades någon landskommun. 1888 bildades Nacka landskommun av Sicklaö landskommun och området i Brännkyrka socken.
Saltsjöbadens köping bildades 1909 genom en utbrytning ur Nacka landskommun. I samband med byggandet av Hammarbyleden överfördes 1930 en del av Nacka (Hammarby gård samt delar av Sickla och Henriksdal) till Stockholms stad. Ytterligare en överföring i samma riktning skedde också 1959, då en mindre del av Nackareservatet lades till Stockholm för att möjliggöra stadsdelen Bagarmossens expansion norrut.
Nacka stad bildades 1949 genom en ombildning av landskommunen. Kommunreformen 1952 påverkade inte indelningarna i området.
Nacka kommun bildades vid kommunreformen 1971 av Nacka stad, Saltsjöbadens köping och Boo landskommun.
Kommunen ingick från bildandet till 1977 i Södertörns domsaga och kommunen ingår sedan 1977 i Nacka domsaga.

## Geografi
Kommunen är huvudsakligen belägen i de nordöstra delarna av landskapet Södermanland men också med en mindre del i sydöstra Uppland (Boo distrikt) och är delad mellan Södertörn och Värmdö med Östersjön i norr och söder. Saltsjön, Lilla Värtan och Höggarnsfjärden i norr och Baggensfjärden i söder förbinds av Skurusundet. Nacka kommun gränsar i söder till Tyresö kommun, i väster och nordväst till Stockholms kommun, i nordväst till Lidingö kommun, i norr till Vaxholms kommun och i öster till Värmdö kommun, alla i Stockholms län.

### Topografi och hydrografi

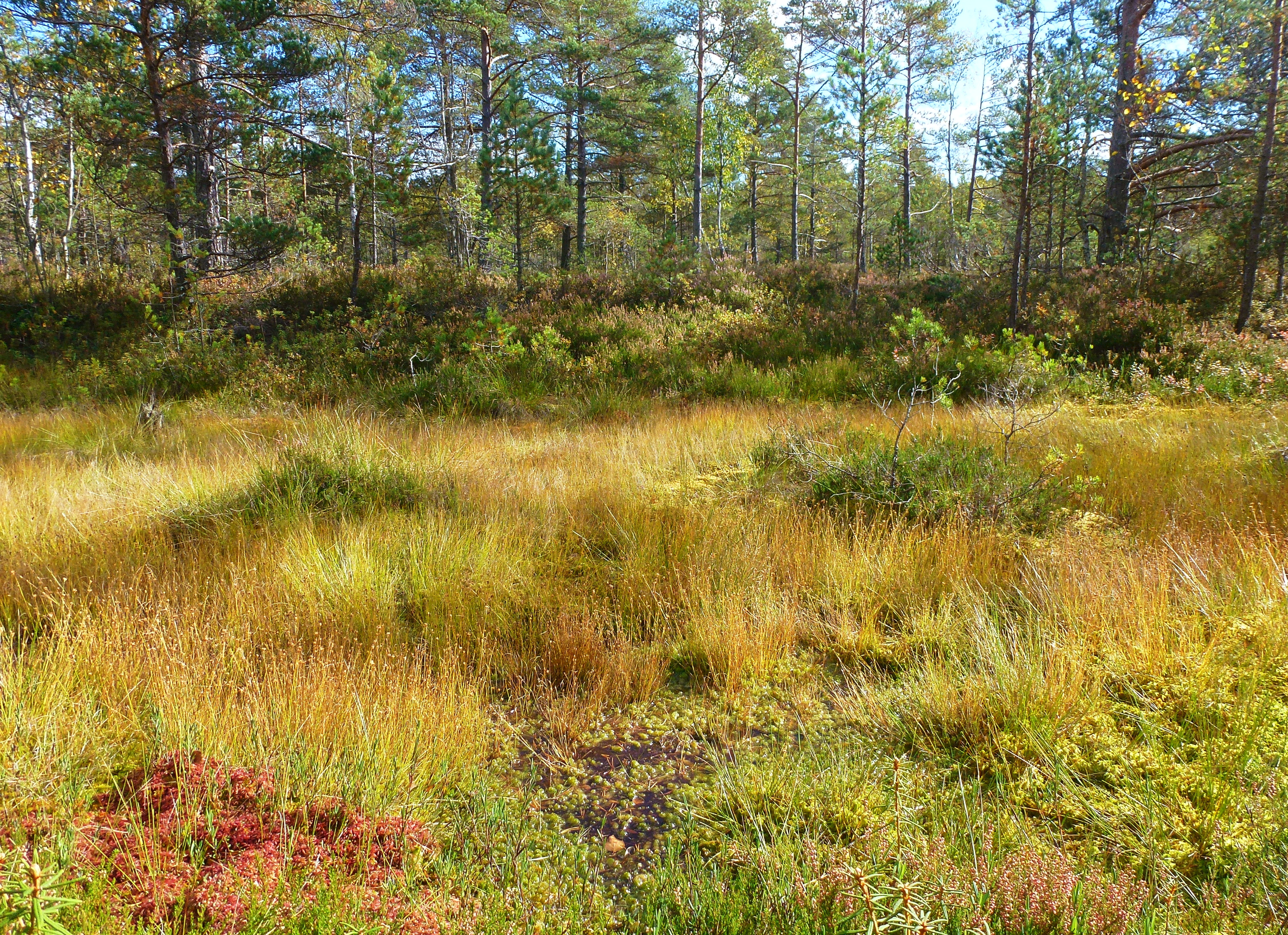
Älta mosse.

Nacka kommun präglas av en mycket uppsprucken berggrund. De branta stränderna mot exempelvis Skurusundet, Lännerstasundet och Baggensfjärden utgör i detta sammanhang karakteristiska drag. Många av de högre bergspartierna uppvisar kala hällar, ibland täckta av ett tunt jordtäcke. I dalgångarna förekommer en del sediment, som skapades då vattenytan låg högre. Vid bland annat Boo och Saltsjö-Duvnäs utgör dessa dalgångar öppna områden.
Berggrunden i Nacka kommun är rester av en bergskedja som kallas Svekofenniderna, bildad för 2 000 miljoner år sedan. Under tidens gång har den förändrats på olika sätt, exempelvis genom sprickbildningar och vulkanutbrott. Sitt nuvarande utseende fick berget för cirka 500 miljoner år sedan. Berggrunden består till största delen av olika gnejser, gnejsgraniter eller graniter. Efter den senaste istiden för 10 000 år sedan var hela Nacka täckt av vatten. De högsta punkterna började höja sig ur vattnet för 7 000 år sedan. För 4 000 år sedan låg vattenytan 20 meter högre än i dag, och år 1000 f.Kr. låg vattenytan 15 meter över den nuvarande nivån. De högsta punkterna i kommunen är Ältaberget (82,2 m ö.h.), Sicklaberget (72,5 m ö.h.) och Himlaberget (70,4 m ö.h.).
Flera förkastningsbranter finns. En sådan går från Södermalm i Stockholms kommun och fortsätter över Nackas norra kustlinje. En annan går längs Sicklasjön, Järlasjön, Duvnäsviken, Lännerstasundet och vidare österut.
Nedan presenteras andelen av den totala ytan 2020 i kommunen jämfört med riket.
|  | Bebyggelse (37,9 %) |

|  | Skog (38,0 %) |

|  | Öppen myrmark (0,6 %) |

|  | Jordbruksmark (2,0 %) |

|  | Övrig mark (21,5 %) |

|  | Bebyggelse (3,1 %) |

|  | Skog (68,0 %) |

|  | Öppen myrmark (7,2 %) |

|  | Jordbruksmark (7,4 %) |

|  | Övrig mark (14,3 %) |

### Naturskydd
År 2022 fanns 11 naturreservat i Nacka kommun.

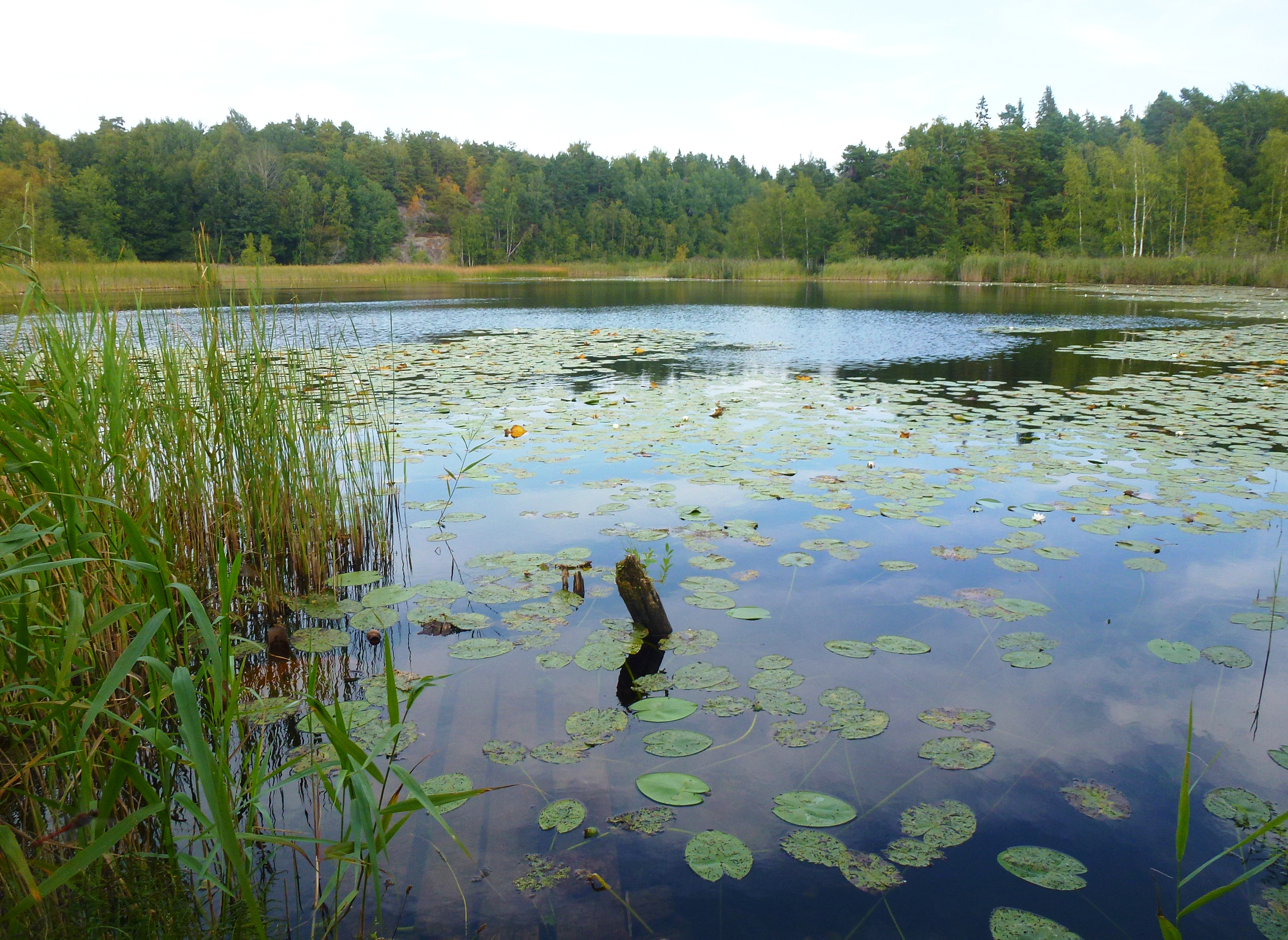
Tollareträsk i Tollare naturreservat.

Svärdsö naturreservat är ett kommunalt naturreservat bildat 2016. Det består av skärgård, barrskog och sjö. I reservatet trivs växter som vit fetknopp, kungsmynta, harmynta och blodnäva. I Nackareservatet och Erstaviks fideikommiss, båda stora rekreationsområden, finns omväxlande natur med granskogar, hällmarkstallskogar, kärr och sjöar.

### Administrativ indelning
Gränsen mellan landskapen Södermanland och Uppland går rakt genom kommunen, genom Skurusundet och Baggensstäket.

#### För befolkningsrapportering
Fram till 2016 var kommunen för befolkningsrapportering indelad i tre församlingar – Boo församling, Nacka församling och Saltsjöbadens församling.

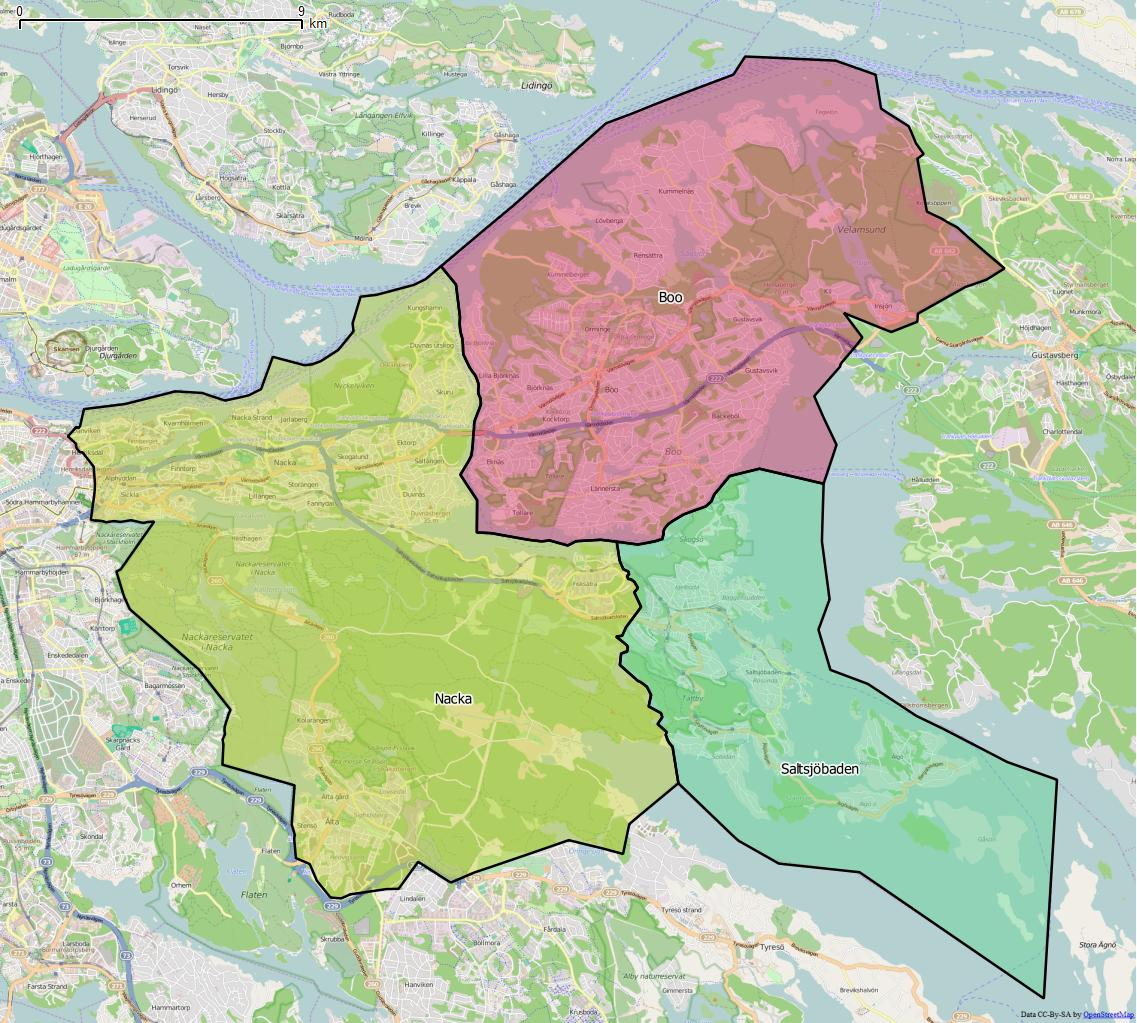
Distrikt inom Nacka kommun

Från 2016 indelas kommunen istället i tre distrikt: Boo, Nacka och Saltsjöbaden.

#### Kommundelar
Kommunen är indelad i fyra kommundelar, Sicklaön, Boo, Älta och Saltsjöbaden/Fisksätra. Åren 1997−2006 fanns politiskt tillsatta områdesnämnder i varje kommundel, men dessa nämnder avskaffades från 1 januari 2007.

### Tätorter
Nästan hela befolkningen bor i tätorter och cirka 35 % i kommuncentrumet Nacka.
Tätbebyggelsen inom Sicklaön, Älta, Boo och Kummelnäs tillhör tätorten Stockholm. Övriga tätorter inom kommunen är Fisksätra, Hästhagen, Kil och Saltsjöbaden.

## Styre och politik

### Styre
Nacka kommun har haft borgerligt styre sedan lång tid. De borgerliga partiernas inflytande ökade efter valet 2006, och Moderaterna kunde i åtta år styra med stöd av endast ytterligare ett parti. I samma val kom det lokala partiet Nackalistan (nl) in med två mandat. 
Mandatperioden 2010–2014 styrdes kommunen av Alliansen, vilka samlade 40 av 61 mandat i kommunfullmäktige. Alliansen fortsatte styra även efter valet 2014 och meddelade att fokus under mandatperioden skulle ligga på "ökat bostadsbyggande, ökad framkomlighet, fler jobb, god miljö och hög kvalitet i välfärden". Alliansen behöll makten efter valet 2018. De samlade då 33 av 61 mandat i kommunfullmäktige. Nacka kommun var i och med detta landets största kommun med ett rent Alliansstyre. Alliansen ingick också en "valteknisk, men inte politisk, samverkan med Miljöpartiet".
Efter valet 2022 tappade Alliansen majoriteten. Röster gick främst till Socialdemokraterna och Nackalistan (nl) som därmed blev tredje största parti i Nacka kommunfullmäktige. Alliansen säkrade dock fortsatt styre genom samverkan med Miljöpartiet kunde koalitionen fortsätta styra i minoritet. Samverkan innebar bland annat att miljö- och klimatarbetet ska förstärkas och att Miljöpartiet inte ska rösta mot Alliansen "när det gäller påbörjade investeringar eller markförsäljningar". I gengäld blev Desha Svenneborg oppositionsråd trots att Miljöpartiet endast har 5,18 % av rösterna alltså mindre än Sverigedemokraterna och Vänsterpartiet.
Flest personröster i valet fick Mats Gerdau (Moderaterna), Richard Herrey (Moderaterna), Johanna Kvist (Socialdemokraterna) och Konstantinos Irina (Nackalistan).

### Kommunfullmäktige

#### Presidium
| Presidium 2022–2026    | Presidium 2022–2026 | Presidium 2022–2026 |
| ---------------------- | ------------------- | ------------------- |
| Ordförande             | M                   | Eva Öhbom Ekdahl    |
| Förste vice ordförande | C                   | Hans Peters         |
| Andre vice ordförande  | S                   | Helena Westerling   |

#### Lista över kommunfullmäktiges ordförande
| Namn | Namn              | Från | Till | Politisk tillhörighet |
| ---- | ----------------- | ---- | ---- | --------------------- |
|      | Iwan Ahlström     | 1994 | 1998 | Moderaterna           |
|      | Anders Henriksson | 1998 | 2010 | Moderaterna           |
|      | Mats Gerdau       | 2010 | 2012 | Moderaterna           |
|      | Gunilla Elmberg   | 2012 | 2014 | Moderaterna           |
|      | Lars Stenholm     | 2014 | 2018 | Moderaterna           |
|      | Eva Öhbom Ekdahl  | 2018 |      | Moderaterna           |

#### Mandatfördelning 1970–2022
| 3 | 23 |  | 6 | 11 | 11 |

| 46 | 9 |

| 4 | 20 | 9 | 7 | 15 |

| 41 | 14 |

| 5 | 20 | 7 | 8 | 15 |

| 36 | 19 |

| 5 | 22 |  | 5 | 8 | 20 |

| 37 | 24 |

| 4 | 23 |  | 5 | 4 | 23 |

| 35 | 26 |

| 4 | 21 |  | 3 | 9 | 22 |

| 36 | 25 |

| 4 | 19 | 4 | 3 | 9 | 22 |

| 33 | 28 |

| 3 | 18 |  | 3 |  | 8 |  | 23 |

| 32 | 29 |

| 4 | 20 | 4 |  | 6 | 25 |

| 33 | 28 |

| 5 | 18 | 3 | 5 | 4 | 26 |

| 36 | 25 |

| 4 | 16 | 4 | 10 | 4 | 23 |

| 32 | 29 |

|  | 13 | 4 |  |  | 7 |  | 29 |

| 32 | 29 |

|  | 11 | 5 | 3 |  | 7 |  | 29 |

| 32 | 29 |

| 3 | 11 | 7 |  | 4 | 3 | 5 |  | 24 |

| 33 | 28 |

| 3 | 11 | 4 | 5 | 5 | 6 | 5 | 3 | 19 |

| 34 | 27 |

| 4 | 13 | 3 | 4 | 7 | 5 | 3 |  | 20 |

| 30 | 31 |

### Nämnder

#### Kommunstyrelse
| Presidium 2022–2026    | Presidium 2022–2026 | Presidium 2022–2026 |
| ---------------------- | ------------------- | ------------------- |
| Ordförande             | M                   | Mats Gerdau         |
| Förste vice ordförande | C                   | Johan Krogh         |
| Andre vice ordförande  | S                   | Johanna Kvist       |

#### Lista över kommunstyrelsens ordförande
- Erik Langby, Moderaterna, 1 januari 1983–31 december 2012[21][22]
- Mats Gerdau, Moderaterna, 2013–[23][21]

Denna lista hämtas från Wikidata. Informationen kan ändras där.

#### Övriga nämnder
| Nämnd                              | Ordförande | Ordförande               | Vice ordförande | Vice ordförande    | Andre vice ordförande | Andre vice ordförande  |
| ---------------------------------- | ---------- | ------------------------ | --------------- | ------------------ | --------------------- | ---------------------- |
| Fritidsnämnden                     | KD         | Karin Teljstedt          | M               | Christian Listérus | S                     | Moska Hassas           |
| Krisledningsnämnden                | M          | Mats Gerdau              | C               | Johan Krogh        | S                     | Johanna Kvist          |
| Kulturnämnden                      | L          | Monica Brohede Tellström | M               | Frank Svensson     | S                     | Mattias Qvarsel        |
| Miljö- och stadsbyggnadsnämnden    | C          | Johan Krogh              | M               | Agnes Palinski     | S                     | Henrik Unosson         |
| Natur- och trafiknämnden           | M          | Peter Zethraeus          | KD              | Jonathan Lindgren  | NL                    | Lina Olsson            |
| Nämnden för arbete och försörjning | M          | Oliver Rykatkin          | L               | Martin Sääf        | S                     | Stefan Hult            |
| Socialnämnden                      | M          | Filip Wiljander          | C               | Martin Hedman      | S                     | Maria Raner            |
| Utbildningsnämnden                 | M          | Eivor Örenmark           | C               | Emma Eide          | S                     | Gunnel Nyman Gräff     |
| Val- och demokratinämnden          | M          | Magnus Gilén             | KD              | Anders Tiger       | NL                    | Martha Bengtsson       |
| Äldrenämnden                       | M          | Tobias Nässén            | C               | Håkan Ekengren     | S                     | Espen Bjordal          |
| Överförmyndarnämnden               | C          | Hans Peters              | M               | Camilla Boström    | S                     | Åsa Norrman Grenninger |

Källa:

### Valresultat 2022
| Parti                            | Valdistrikt                     | Valdistrikt | Kommun  |
| Parti                            | Starkaste                       | Andel       | Andel   |
| -------------------------------- | ------------------------------- | ----------- | ------- |
| M                                | Rösunda                         | 57,25 %     | 31,50 % |
| S                                | Orminge Södra                   | 34,50 %     | 21,58 % |
| NL                               | Finnboda                        | 24,66 %     | 11,21 % |
| C                                | Tollare                         | 11,91 %     | 7,60 %  |
| SD                               | Stensö Södra                    | 15,51 %     | 7,25 %  |
| V                                | Fisksätra Norra                 | 22,52 %     | 5,83 %  |
| L                                | Tattby, Solsidan N              | 10,02 %     | 5,54 %  |
| MP                               | Sickla Ö, Tallbacken            | 12,15 %     | 5,18 %  |
| KD                               | Igelbodaplatån, Ljuskärrsberget | 5,71 %      | 3,34 %  |
| Data hämtat från Valmyndigheten. |                                 |             |         |

## Ekonomi och infrastruktur

### Näringsliv
Kommunen har en lång historia av bruk och industrier. Gustav Vasa lät på 1550-talet anlägga en hammarsmedja vid Nacka Ström. Ett brukssamhälle växte under 350 år fram kring vattenkraften som användes till att driva krutkvarnar, mässingbruk, papperskvarnar, klädesstampar och mjölkvarnar. Mjölkvarn fanns på flera andra platser, till exempel vid Danviken, den togs i bruk 1543. Danviken utvecklades med flera bruk under 1600-talet och under 1890-talet anlades där Danvikens hospital.

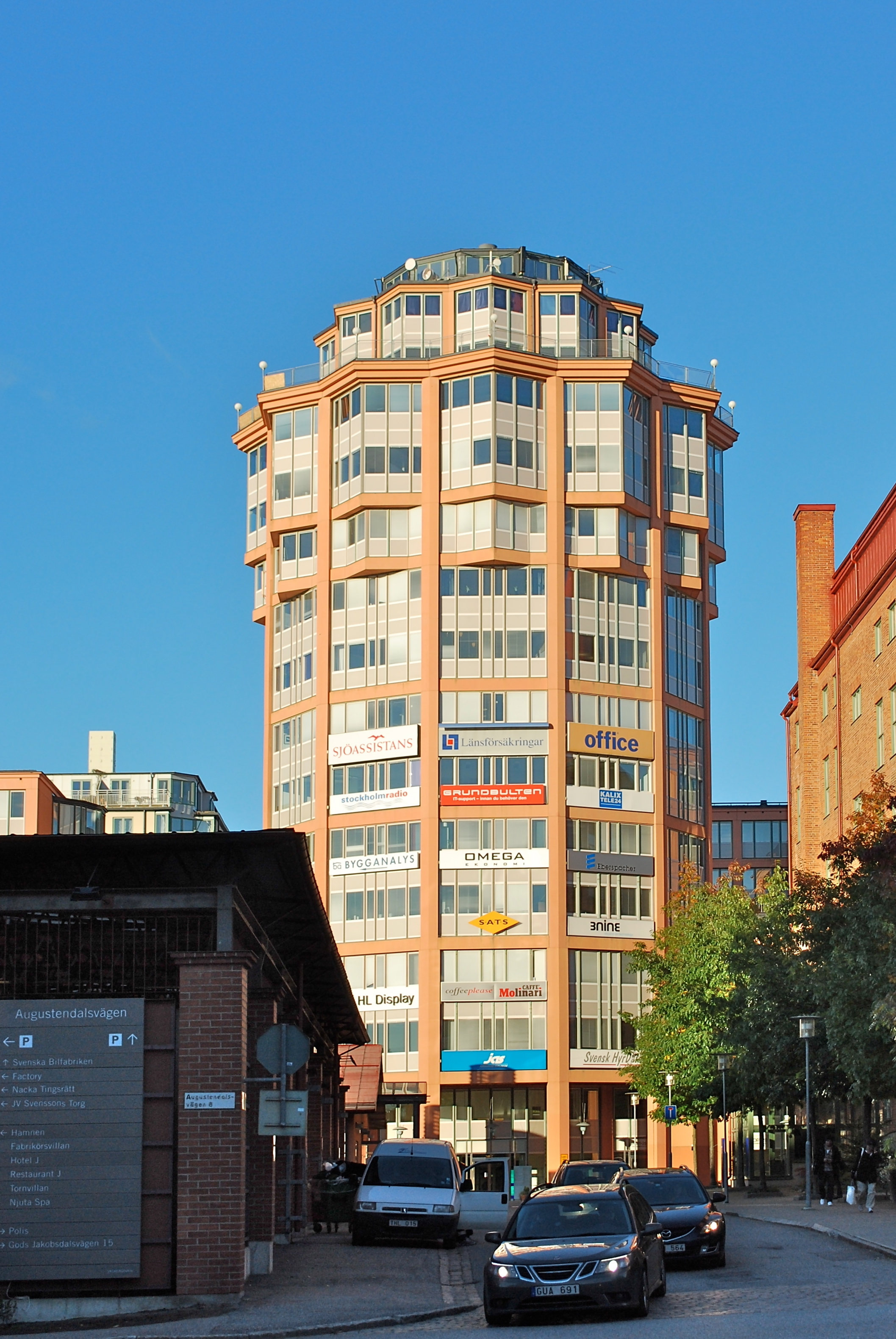
Kontorshus i Nacka strand från tidigt 1990-tal.

Ett flertal stora industriföretag som exempelvis Atlas Copco AB, ABB Fläkt AB, och Akzo Nobel AB fanns i kommunen fram till 1990-talets början. Dessa har dock inte längre kvar någon produktion i kommunen. Tjänste- och servicenäringarna samt handel har i allt högre grad dominerat det lokala näringslivet. Bland större företag i kommunen märks företag som Keolis. Även kommunen själv och landstinget är stora arbetsgivare. År 2022 var Atlas Copco den största privata arbetsgivaren med 675 anställda.

### Infrastruktur

#### Transporter
I väst-östlig riktning genomkorsas kommunen av länsväg 222 som har anslutning söderut till Södra länken, länsväg 260 och länsväg 228. I väst-östlig riktning går även lokaltågslinjen Saltsjöbanan mellan Slussen i Stockholm och Solsidan respektive Saltsjöbadens station. Spårvägslinjen Tvärbanan har ändhållplats i Sickla i västra delen av kommunen, vid Sickla station på Saltsjöbanan. Kommunen saknar tunnelbaneförbindelse men arbete pågår för att förlänga tunnelbanans blåa linje till Nacka med tre nya stationer; Sickla, Järla och Nacka C. Tunnelbanan till Nacka beräknas vara klar 2030.

#### Utbildning

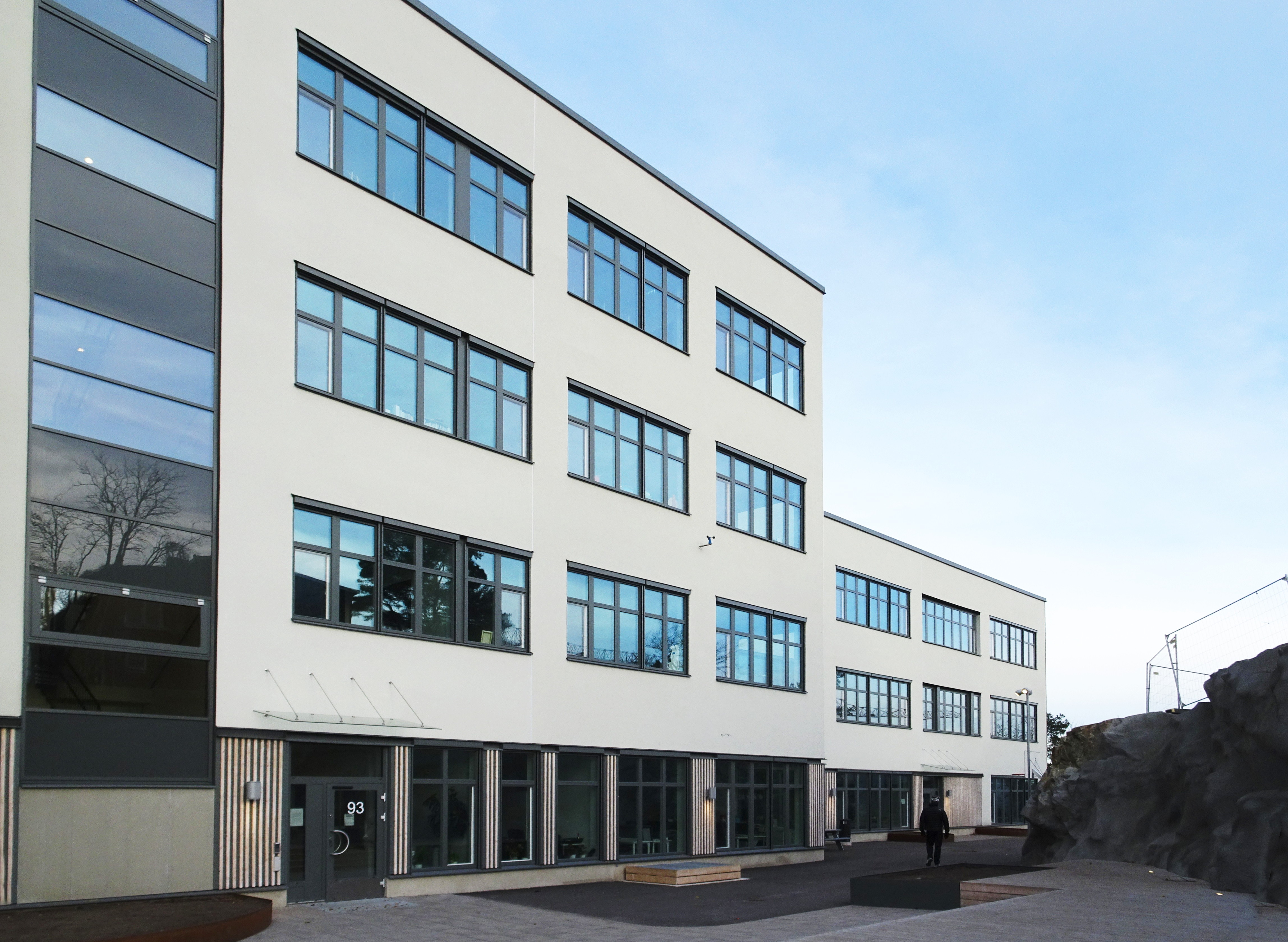
Ebba Braheskolan, november 2021.

År 2022 fanns 34 grundskolor som erbjöd undervisning för barn från förskoleklass till och med årskurs sex. Samma år fanns 17 grundskolor riktade till barn från årskurs sex till nio. Det fanns också 17 gymnasieskolor. Bland dessa Designgymnasiet, Ebba Braheskolan, Nacka gymnasium och Young Business Creatives.

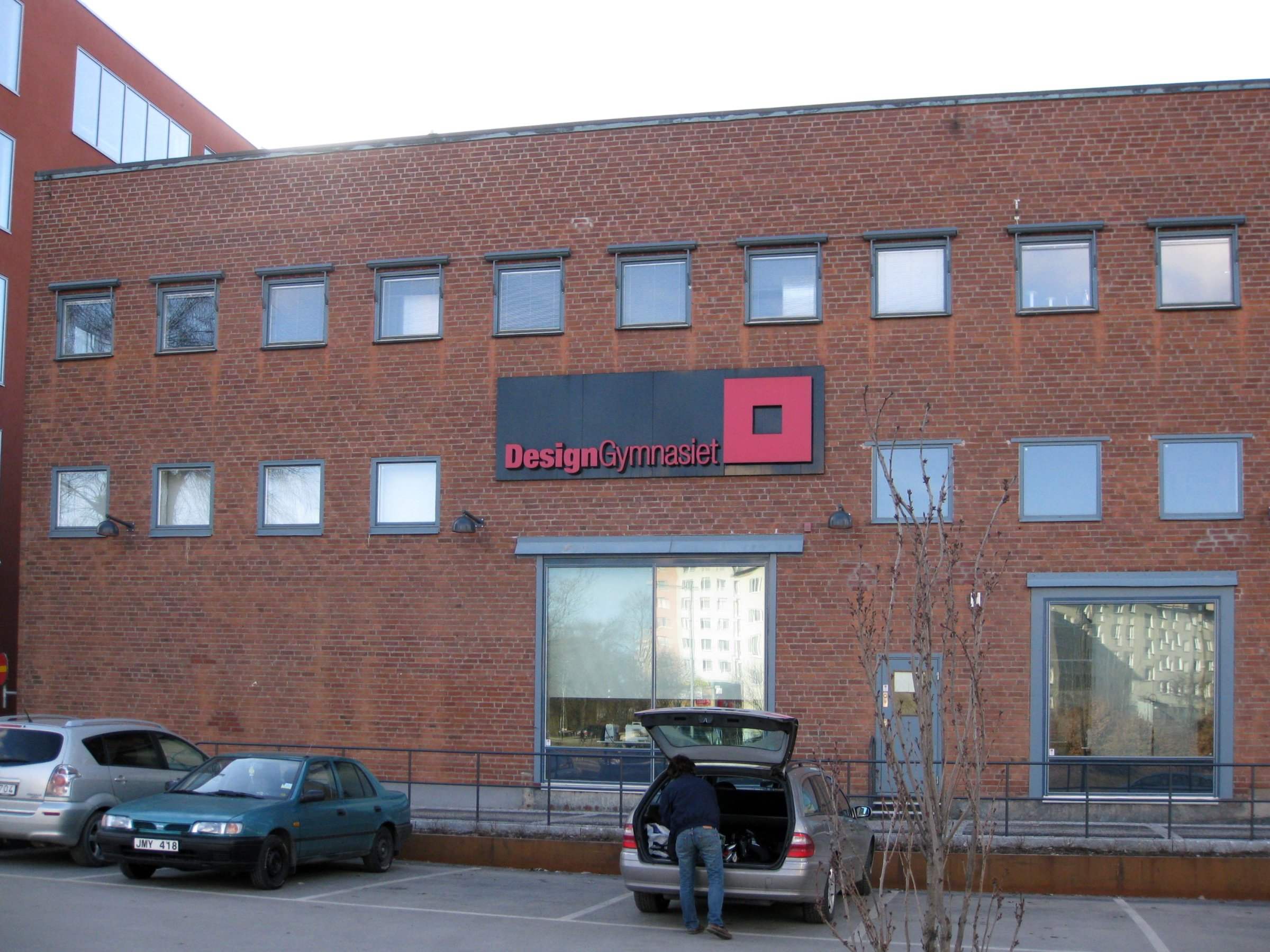
Designgymnasiets lokaler vid Marcusplatsen i Sickla köpkvarter.

## Befolkning

### Demografi

#### Befolkningsutveckling
Kommunen har 112 572 invånare (31 mars 2025), vilket placerar den på 15:e plats avseende folkmängd bland Sveriges kommuner. År 2011 prognostiserades kommunens befolkningstillväxt 2010–2035 till +34 %.
| Befolkningsutvecklingen i Nacka kommun 1950–2020 | Befolkningsutvecklingen i Nacka kommun 1950–2020 | Befolkningsutvecklingen i Nacka kommun 1950–2020 | Befolkningsutvecklingen i Nacka kommun 1950–2020 | Befolkningsutvecklingen i Nacka kommun 1950–2020 |
| ------------------------------------------------ | ------------------------------------------------ | ------------------------------------------------ | ------------------------------------------------ | ------------------------------------------------ |
|                                                  |                                                  |                                                  |                                                  |                                                  |
| År                                               |                                                  |                                                  | Folkmängd                                        |                                                  |
| 1950                                             | 1950                                             |                                                  | 25 614                                           |                                                  |
| 1955                                             | 1955                                             |                                                  | 29 221                                           |                                                  |
| 1960                                             | 1960                                             |                                                  | 32 738                                           |                                                  |
| 1965                                             | 1965                                             |                                                  | 38 135                                           |                                                  |
| 1970                                             | 1970                                             |                                                  | 48 035                                           |                                                  |
| 1975                                             | 1975                                             |                                                  | 55 321                                           |                                                  |
| 1980                                             | 1980                                             |                                                  | 57 229                                           |                                                  |
| 1985                                             | 1985                                             |                                                  | 59 688                                           |                                                  |
| 1990                                             | 1990                                             |                                                  | 64 056                                           |                                                  |
| 1995                                             | 1995                                             |                                                  | 70 172                                           |                                                  |
| 2000                                             | 2000                                             |                                                  | 74 974                                           |                                                  |
| 2005                                             | 2005                                             |                                                  | 80 247                                           |                                                  |
| 2010                                             | 2010                                             |                                                  | 90 108                                           |                                                  |
| 2015                                             | 2015                                             |                                                  | 97 986                                           |                                                  |
| 2020                                             | 2020                                             |                                                  | 106 505                                          |                                                  |
| Anm: Enligt kommunindelningen 1 januari 2013     |                                                  |                                                  |                                                  |                                                  |

#### Utländsk bakgrund
Den 31 december 2018 utgjorde antalet invånare med utländsk bakgrund (utrikes födda personer samt inrikes födda med två utrikes födda föräldrar) 26 860, eller 25,91 % av befolkningen (hela befolkningen: 103 656 den 31 december 2018). Den 31 december 2002 utgjorde antalet invånare med utländsk bakgrund enligt samma definition 16 281, eller 21,25 % av befolkningen (hela befolkningen: 76 624 den 31 december 2002).

#### Invånare efter de vanligaste födelseländerna
Följande länder är de 10 vanligaste födelseländerna för befolkningen i Nacka kommun.
| Födelseland 31 december 2021 | Födelseland 31 december 2021 | Födelseland 31 december 2021 | Födelseland 31 december 2021 | Födelseland 31 december 2021 |
| ---------------------------- | ---------------------------- | ---------------------------- | ---------------------------- | ---------------------------- |
| Nr                           | Land                         | Antal                        | Andel                        | Andel i hela riket           |
| 1                            | Sverige                      | 58 291                       | 80,26 %                      | 80,00 %                      |
| 2                            | Finland                      | 2 101                        | 1,94 %                       | 1,31 %                       |
| 3                            | Polen                        | 1 398                        | 1,29 %                       | 0,91 %                       |
| 4                            | Iran                         | 790                          | 0,73 %                       | 0,80 %                       |
| 5                            | Afghanistan                  | 730                          | 0,67 %                       | 0,60 %                       |
| 6                            | Irak                         | 701                          | 0,65 %                       | 1,40 %                       |
| 7                            | Tyskland                     | 601                          | 0,56 %                       | 0,51 %                       |
| 8                            | Storbritannien               | 598                          | 0,55 %                       | 0,31 %                       |
| 9                            | USA                          | 533                          | 0,49 %                       | 0,23 %                       |
| 10                           | Kina                         | 512                          | 0,47 %                       | 0,36 %                       |

## Kultur

### Kulturarv

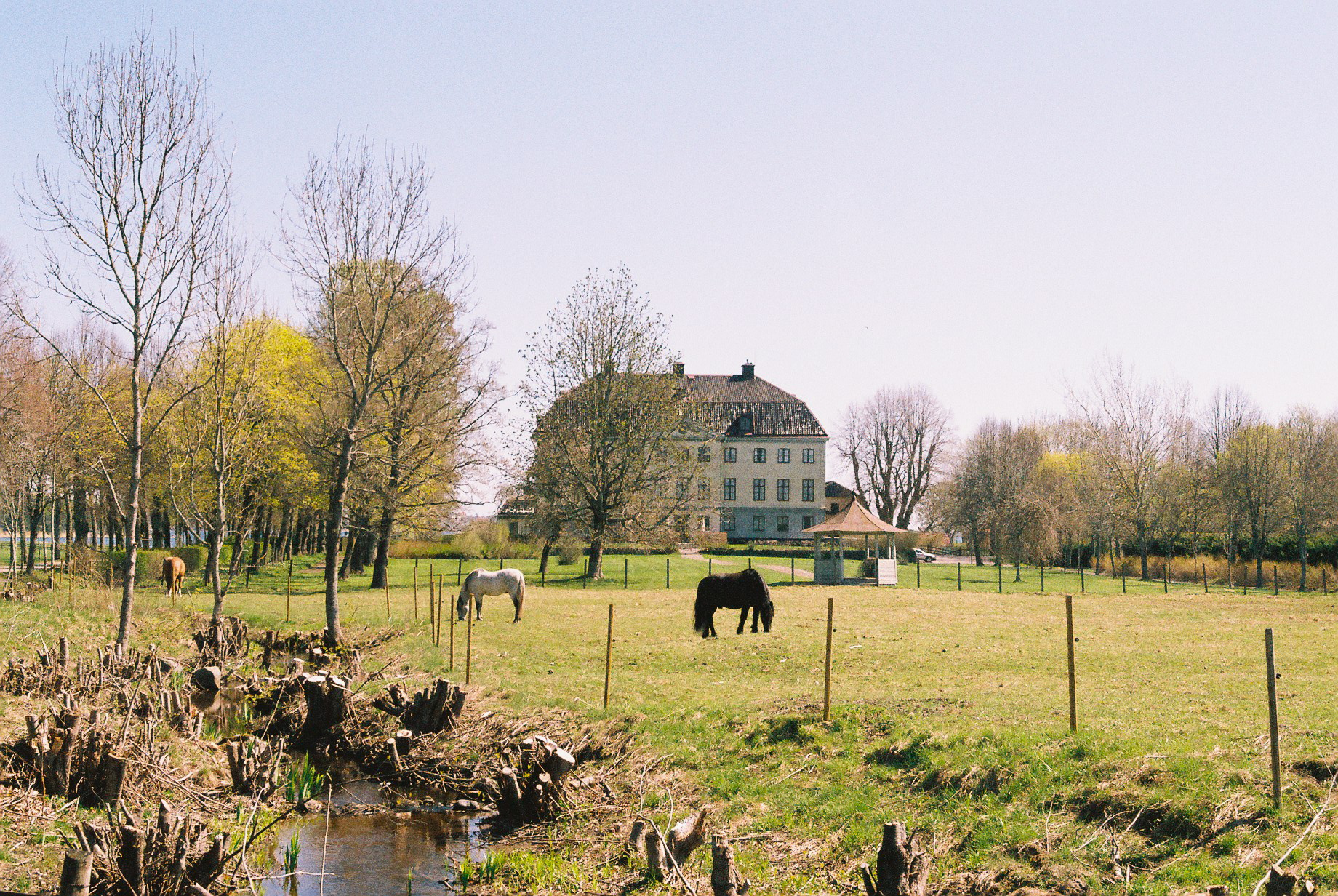
Kulturlandskapet vid Erstavik.

Det finns ett flertal kulturarv bevarade från områdets brukshistoria. Exempelvis en kvarnbyggnad från 1800-talet samt några boningshus och ett magasin. Den vattendrivna Erstaviks kvarn är riven med mjölnarbostaden som hörde till finns kvar att beskåda. Vidare finns en fabriksbyggnad, använd som ättiksfabrik 1827–51, bevarad vid Kummelnäs gård.

### Kommunvapen
Blasonering: I blått fält ett kvarnhjul av silver.
Vapnet fastställdes 1948 för Nacka stad och övertogs av kommunen vid dess bildande 1971.

### Årets Nackabo
Årets Nackabo är en utmärkelse som delas ut årligen av Nacka kommun i samarbete med Nacka Värmdö Posten och Nacka Forum.

## Galleri

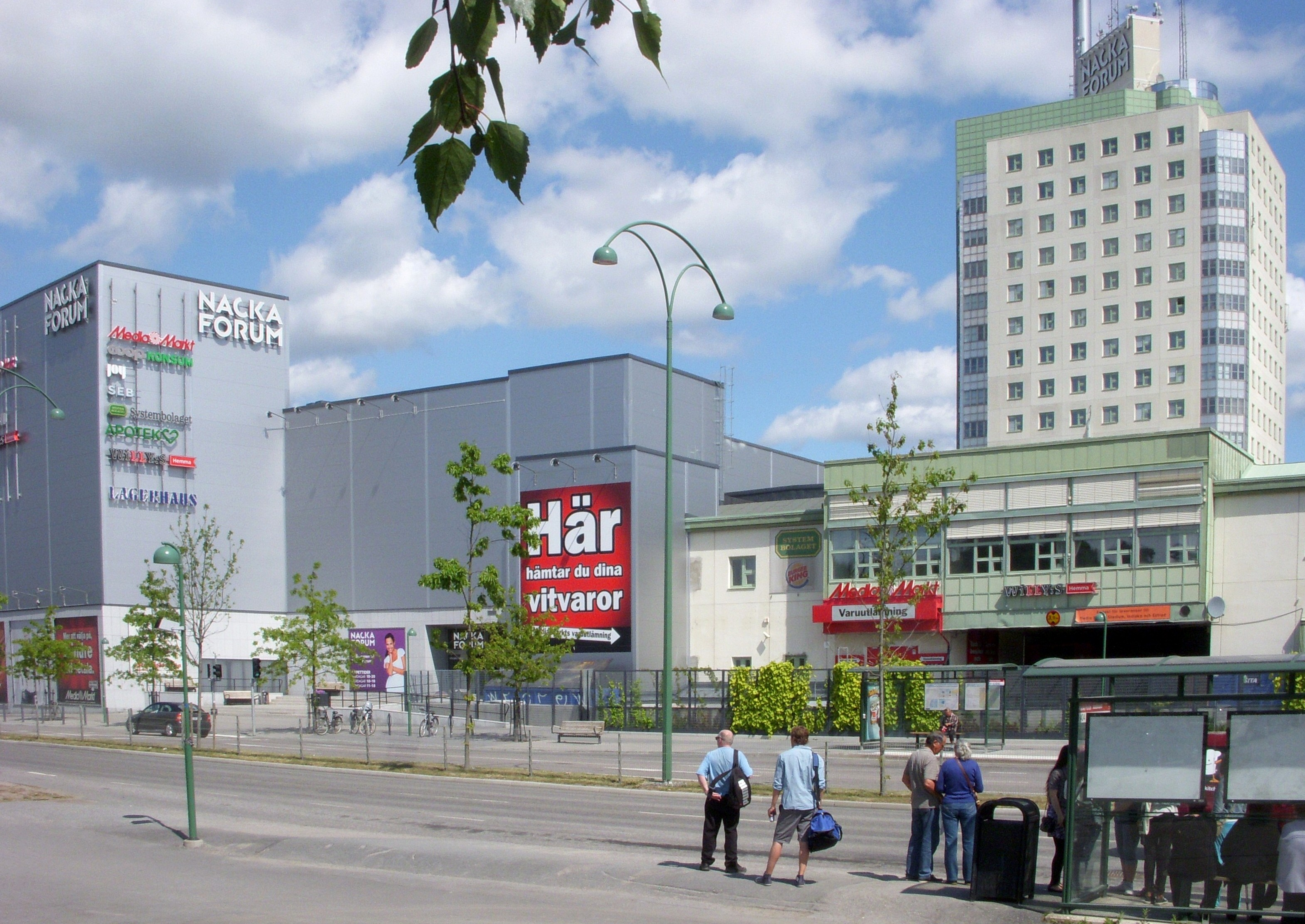
Nacka Forum.

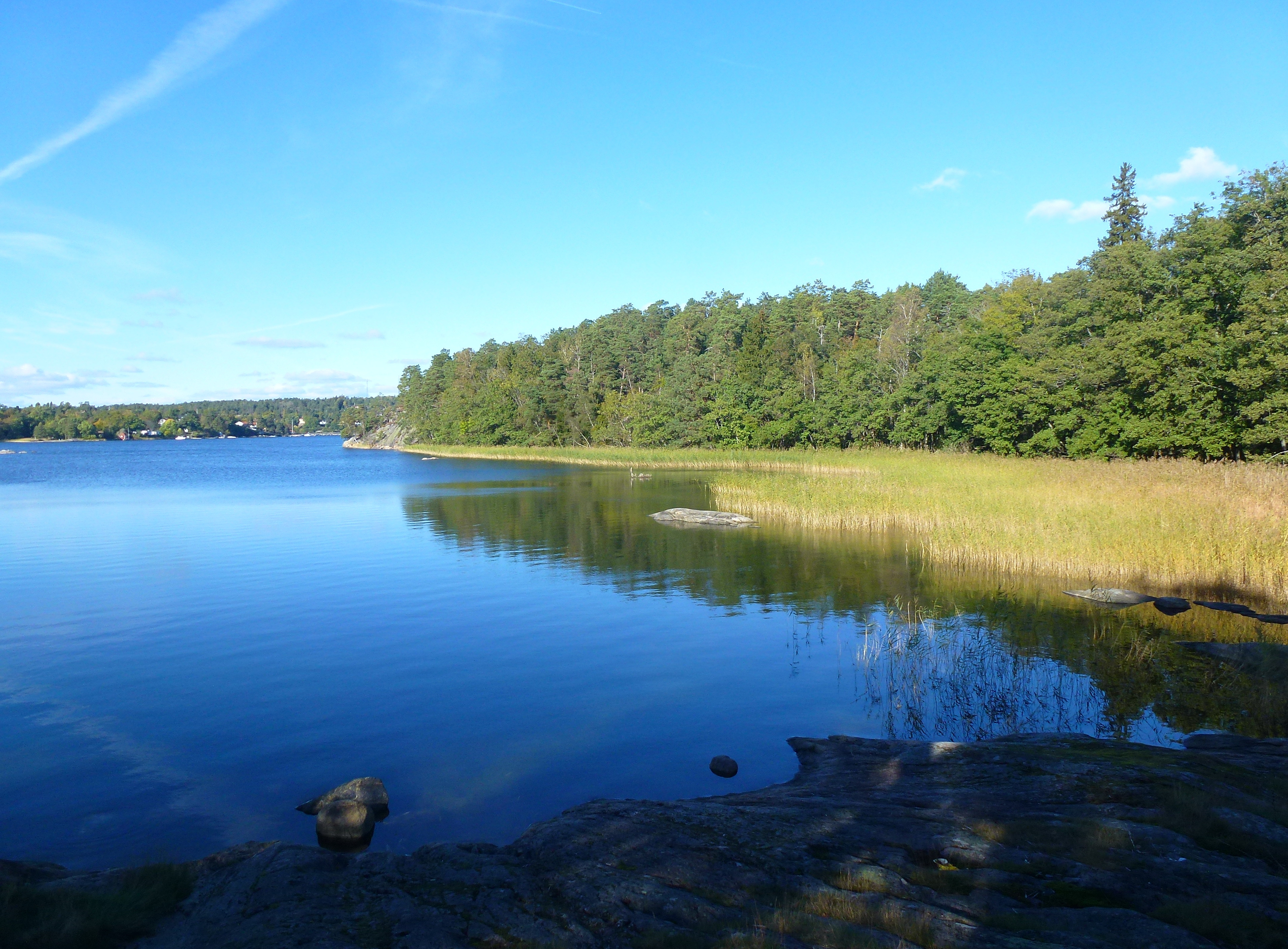
Vårgärdssjön i Svärdsös naturreservat.